# Debbie Meyer
Debbie Meyer (n. 14 august 1952, Annapolis, Maryland, SUA) este o înotătoare americană, medaliată olimpică. A participat la o ediție a Jocurilor Olimpice (1968) în care a câștigat 4 medalii de aur.